# Neto Baiano
Neto Baiano (Salvador, 17 september 1982) is een Braziliaans voetballer.